# ولدكش (مقاطعة دورة)
ولدكش (بالفارسية: ولدکش) هي قرية تقع في قسم كشكان الريفي (مقاطعة دورة) في إيران. يقدر عدد سكانها بـ 314 نسمة بحسب إحصاء 2016.